# Бреттингем, Мэттью
Мэттью Бреттингем (англ. Matthew Brettingham, 1699, Норидж — 19 августа 1769) — британский архитектор  палладианского направления.
Бреттингем был вторым сыном  Ланселота Бреттингема, каменщика из Нориджа (Norwich), графство Норфолк, Восточная Англия. В 1730-х годах он работал землемером и строительным подрядчиком, строил мосты, дороги и загородные дома. Бреттингем путешествовал по Европе и в 1723, 1725, 1728 и 1738 годах публиковал «Заметки о некоторых частях Европы, а именно, о Франции, Нидерландах, Эльзасе, Германии, Савойе, Тироле, Швейцарии, Италии и Испании, собранных вместе с 1723 года» (в 4-х томах ин-фолио).
В 1734 году он стал помощником и строительным подрядчиком известного архитектора,  палладианца  Уильяма Кента, вместе с которым участвовал в возведении таких построек как Холкем-холл (1729—1764), Кедлстон-холл (1759—1763; завершал постройку Р. Адам). Другим заказчиком и покровителем Бреттингема стал также убеждённый палладианец граф Бёрлингтон.
В 1761 году Мэттью Бреттингем издал «Планы, высоты и разрезы Холкема в Норфолке, поместья графа Лестера», постройки спроектированной Уильямом Кентом. Во многих случаях трудно разделить работу У. Кента и М. Бреттингема, так как последний обычно заканчивал постройки, начатые Кентом.
Другими известными произведениями Бреттингема были Норфолк-хаус (ныне площадь Сент-Джеймс, 21) в Лондоне, построенный в 1742 году; Лэнгли-Парк, Норфолк (1740—1744); северный и восточный фасады Чарльтон-хауса, Уилтшир; дом в Пэлл-Мэлл, впоследствии известный как Камберленд-Хаус, построенный в 1760—1767 годах для герцога Йоркского, брата короля Георга III. В 1648—1750 годах Бреттингем вторично посетил Италию, изучал архитектуру в Риме. В 1750 году вместе с  архитекторами Джеймсом Стюартом «Афинским»,  Николасом Реветтом и Гэвином Гамильтоном уехал в Неаполь. По заказу Общества дилетантов архитекторы занимались изучением руин античных построек в Южной Италии, а затем через Балканы и порт Пула отправились в Грецию.
Однако исследования древнегреческой архитектуры, проведенные Стюартом и Реветтом в Афинах, не оказали заметного влияния на английскую палладианскую архитектуру, ориентированную на творчество А. Палладио в Италии. Несмотря на вспомогательную роль доставшуюся Бреттингему в истории английской архитектуры, следует признать, что он проявлял знания и навыки, не уступающие любым архитекторам его времени. Он скончался в Норвиче в преклонном возрасте семидесяти лет и похоронен в церкви Святого Августина.
Его сын, Мэттью Бреттингем Младший (1725–1803) также стал архитектором-палладианцем.

## Галерея

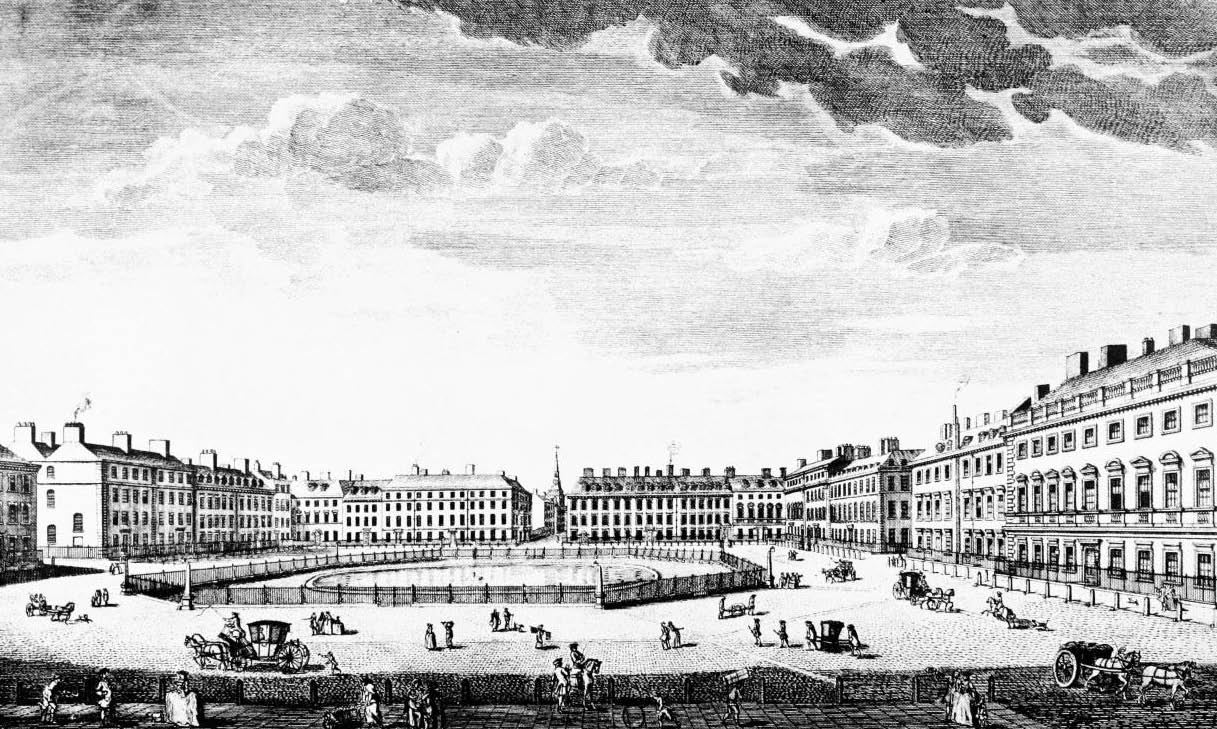
Площадь Сент-Джеймс в Лондоне. Крайний справа: Норфолк-хаус. 1742
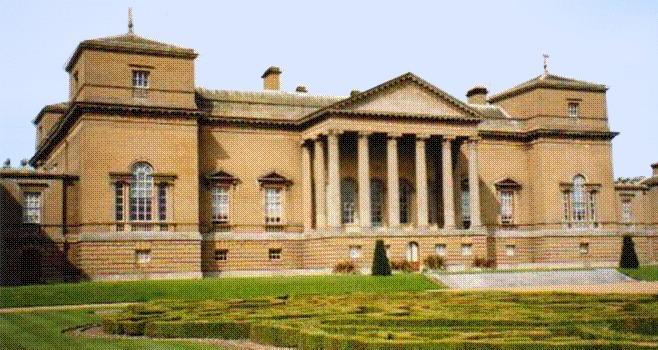
Холкем-холл. 1729—1764
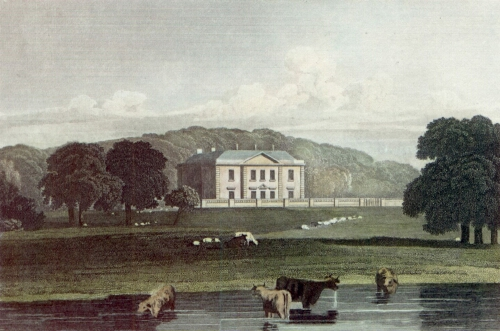
Гантон-холл, восточный Йоркшир. 1740-е гг.
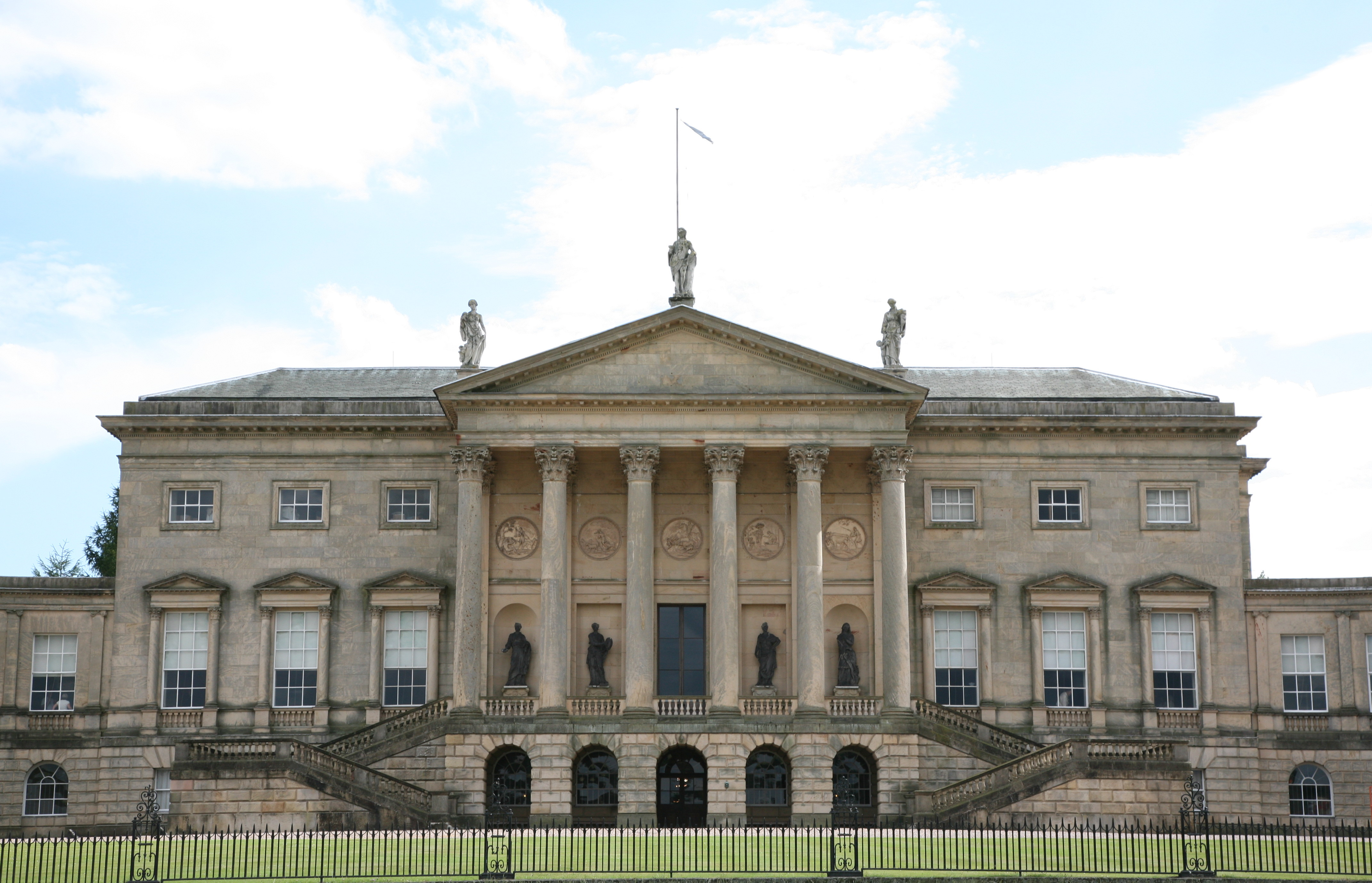
Kедлстон-холл, Дербишир. 1759—1763
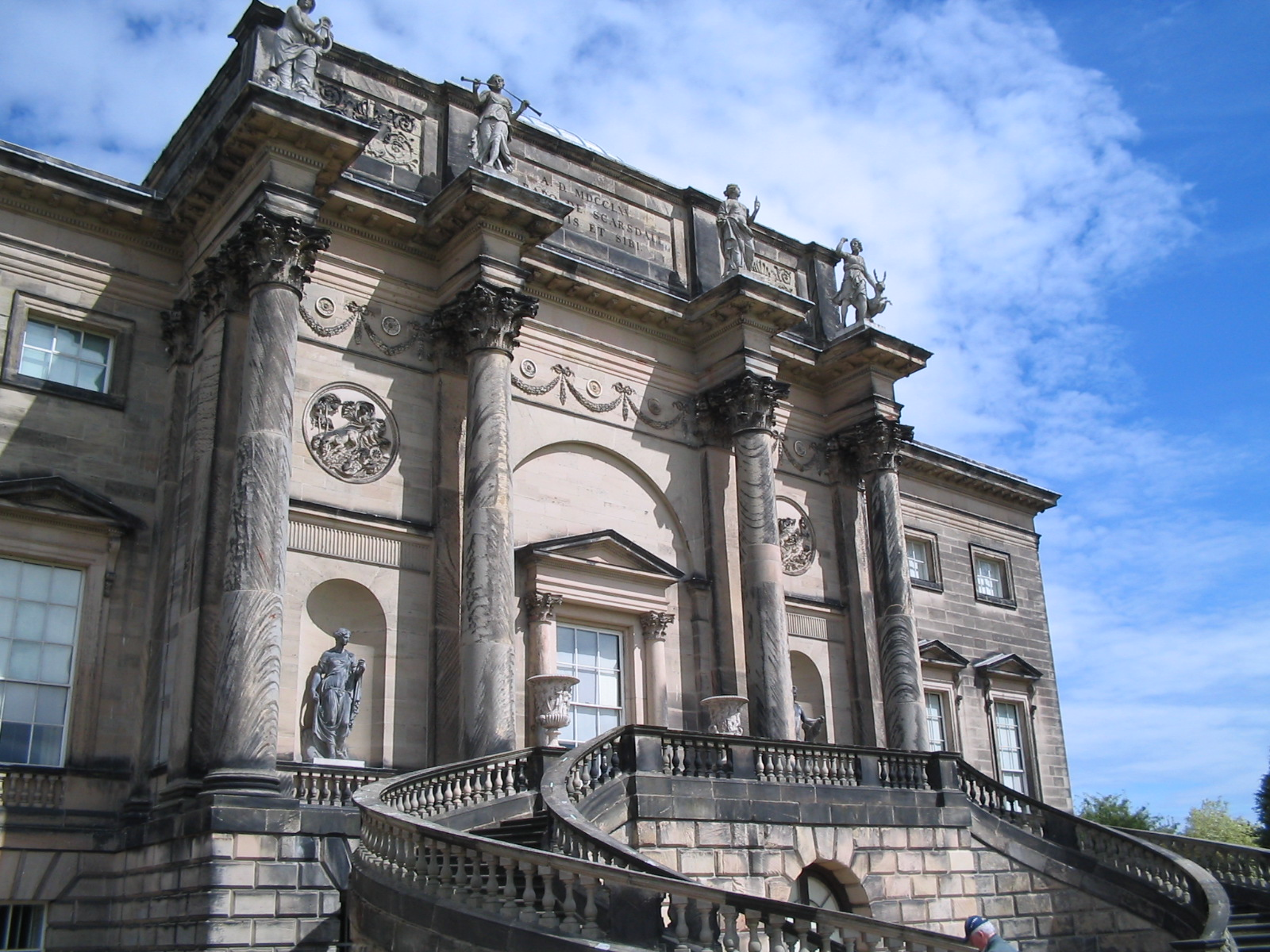
Kедлстон-Холл. Портик заднего фасада
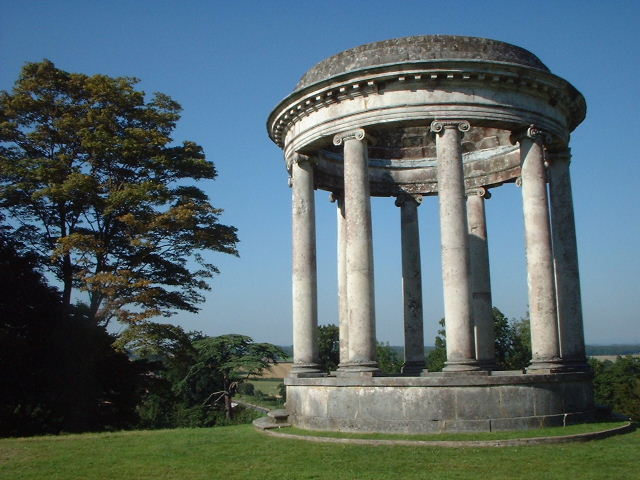
Ротонда. Сады Петворт-хаус